# Поццальо-эд-Унити
Поццальо-эд-Унити (итал. Pozzaglio ed Uniti) — коммуна в Италии, располагается в регионе Ломбардия, в провинции Кремона.
Население составляет 1202 человека (2008 г.), плотность населения составляет 60 чел./км². Занимает площадь 20 км². Почтовый индекс — 26010. Телефонный код — 0372.
Покровителем коммуны почитается святой Лаврентий.

## Демография
Динамика населения:

## Администрация коммуны
- Официальный сайт: